# حزب الجبهة الوطنية (ليبيا)
حزب الجبهة الوطنية حزب سياسي ليبي تأسس في مايو 2012. يرتبط الحزب بالجبهة الوطنية لإنقاذ ليبيا المعارض سابقاً لحكم معمر القذافي، والتي تأسست في سنة 1981. يصنف حزب الجبهة الوطنية مع الأحزاب الليبرالية والتقدمية، ويطالب بحكومة ديمقراطية ومدىً معيناً من اللامركزية، معارضاً في الوقت نفسه النظام الفيدرالي. الإقليم الأساسي للحزب الإقليم الشرقي ويقوده محمد يوسف المقريف، المنشق السابق من شرق ليبيا.

## الإيديولوجيا
فكر حزب الجبهة الوطنية فكر ليبرالي تقدمي، وبرنامجه إعادة إعمار ليبيا. يدعم الحزب حقوق المرأة والانتخابات الحرة والتغييرات الديمقراطية.